# 逗子市消防本部
逗子市消防本部（ずしししょうぼうほんぶ）は、神奈川県逗子市の消防部局（消防本部）。管轄区域は逗子市全域。

## 概要
- 消防本部：逗子市桜山二丁目3番31号
- 管内面積：17.34km2
- 職員定数：88人
- 消防署1カ所、分署2カ所
- 主力機械（2020年4月1日現在）
  - 普通消防ポンプ自動車：4
  - 水槽付消防ポンプ自動車：1
  - はしご付消防自動車：1
  - 高規格救急自動車：3
  - 指令車：1
  - 救助工作車：1
  - 小型動力ポンプ付積載車：1
  - 広報査察車：1
  - 防災資機材搬送車：1
  - その他：2

【主力機械に関する参考文献：令和2年版消防年報（逗子市消防本部）】

## 沿革
- 1950年（昭和25年）7月1日 - 横須賀市からの分立に伴い、逗子町消防本部及び逗子町消防署を開設する。
- 1954年（昭和29年）4月15日 - 市制を施行し逗子市となる。逗子市消防本部、逗子市消防署に改称する。
- 1960年（昭和35年）11月10日 - 消防本部及び消防署庁舎を現在地に新築のうえ移転し、業務を開始する。
- 1963年（昭和38年）7月15日 - 消防署に救急車を配置し、救急業務を開始する。
- 1968年（昭和43年）5月17日 - 小坪分署を開設する。
- 1971年（昭和46年）10月15日 - 救急車のサイレンを電子音（ピーポーサイレン）に取り替える。
- 1974年（昭和49年）4月1日 - 消防署から小坪分署に救急車を配置替えし、小坪分署で救急業務を開始する。
- 1979年（昭和54年）4月1日 - 北分署を開設する。北分署で救急業務を開始する。
- 1986年（昭和61年）7月1日 - 小坪分署を現在地に新築のうえ移転する。
- 1992年（平成4年）4月1日 - 消防本部及び消防署新庁舎が完成し、業務を開始する。
- 1993年（平成5年）
  - 2月25日 - 消防署に高規格救急車を配置する。
  - 12月1日 - 救急救命士が業務を開始する。
- 1995年（平成7年）11月25日 - 小坪分署に高規格救急車を配置する。
- 1999年（平成11年）11月9日 - 北分署に高規格救急車を配置する。

## 組織
- 本部 - 消防総務課、消防予防課
- 消防署 - 警備第一課、警備第二課

## 消防署
| 消防署       | 住所       | 分署                                         |
| ------------ | ---------- | -------------------------------------------- |
| 逗子市消防署 | 桜山2-3-31 | 小坪：小坪五丁目21番4号 北：池子一丁目1番1号 |